# 誘惑光線・クラッ!
「誘惑光線・クラッ!」（ゆうわくこうせん クラッ）は、1984年3月31日にトーラスレコードからリリースされた早見優の9枚目のシングル。

## 概要
表題曲「誘惑光線・クラッ!」は、恋の駆け引きをテーマに疾走感溢れるサウンドで表現したナンバー。「急いで!初恋」「Love Light」「ラッキィ・リップス」に続いて、早見本人が出演した資生堂「バスボン ヘアコロンシャンプー・リンス」のCMソングとして使用された。
この曲で早見は、1984年末の『第35回NHK紅白歌合戦』に2年連続2回目の出場を果たし、紅組のトップバッターを務めた。
2016年8月に発売されたミニ・アルバム『Delicacy of Love』には、同曲のリミックス・ヴァージョンが収録された。

## 収録曲
- 2曲とも、作詞：松本隆／作曲：筒美京平／編曲：大村雅朗

1. 誘惑光線・クラッ!（3:15）
2. 緑色のラグーン（3:39）